# Онтогенетско развиће
Онтогенетско (индивидуално) развиће (грч. ontos = биће; genesis = постанак, развиће) обухвата процесе прeображаја оплођене јајне ћелије или неке друге пропагуле, који потиче од родитељског организма, у нову одраслу јединку.
Онтогенија је развојна историја организма у оквиру његовог животног века, за разлику од филогеније, која се односи на еволуциону историју врсте. Други начин размишљања о онтогенези је да је то процес у којим организам пролази кроз све развојне фазе током свог живота. Историја развоја обухвата све развојне догађаје који се дешавају током постојања организма, почев од промена у јајету у време оплодње и догађаја од тренутка рођења или излегања и касније (тј. раст, преобликовање облика тела, развој секундарних полних карактеристика и др). Док развојни (тј. онтогенетски) процеси могу утицати на накнадне еволуционе (нпр. филогенетске) процесе (видети еволуциону биологију развића и теорију рекапитулације), индивидуални организми се развијају (онтогенија), док врсте еволуирају (филогенеза).
Онтогенија, ембриологија и развојна биологија су блиско повезане студије и ти термини се понекад користе наизменично. Аспекти онтогенезе су морфогенеза, развој форме и облика организма; раст ткива; и ћелијска диференцијација. Термин онтогенија се такође користи у ћелијској биологији да опише развој различитих типова ћелија унутар организма. Онтогенија је корисна област проучавања у многим дисциплинама, укључујући биологију развића, ћелијску биологију, генетику, психологију развића, когнитивну неуронауку развића и психобиологију развића. Онтогенеза се у антропологији користи као процес кроз који свако од нас отелотворује историју сопственог стварања.

## Етимологија
Реч онтогенеза потиче од грчке речи on са значењем биће, појединац; и постојање, и од суфикса -гени од грчког - geniea, што значи настанак, порекло и начин продукције.

## Историја
Термин онтогенеза је сковао Ернст Хекел, немачки зоолог и еволуциониста 1860-их. Хекел, рођен у Немачкој 16. фебруара 1834, такође је био снажан присталица дарвинизма. Хекел је сугерисао да онтогенеза укратко и понекад непотпуно рекапитулира или понавља филогенију у својој књизи из 1866. Generelle Morphologie der Organismen („Општа морфологија организама“). Иако је његова књига била веома читана, научна заједница није била превише убеђена или заинтересована за његове идеје, те се окренуо продукцији низа публикација како би привукао више пажње. Године 1866, Хекел и други су замислили развој као стварање нових структура након што су успостављени ранији додаци организму у развоју. Он је предложио да индивидуални развој прати развојне фазе претходних генерација и да ће будуће генерације овом процесу додати нешто ново и да постоји узрочно-последични паралелизам између онтогенезе и филогеније животиње. Поред тога, Хекел је предложио биогенетски закон којим онтогенеза рекапитулира филогенезу, заснован на идеји да је сукцесивно и прогресивно порекло нових врста засновано на истим законима као и сукцесивно и прогресивно порекло нових ембрионалних структура. Према Хекелу, развој је произвео новине, а природна селекција би елиминисала врсте које су застареле. Иако његов поглед на развој и еволуцију није био оправдан, будући ембриолози су прилагодили и сарађивали са Хекеловим предлозима и показали како нове морфолошке структуре могу настати наследном модификацијом ембрионалног развоја.. Поморски биолог Валтер Гарстанг преокренуо је Хекелов однос између онтогеније и филогеније, наводећи да онтогенија ствара филогенију, а не да је рекапитулира.
Семинални рад Николаса Тинбергена из 1963. године назвао је онтогенију једним од четири основна питања биологије, заједно са три друга питања Џулијана Хакслија: узрочност, вредност преживљавања и еволуција. Тинберген је нагласио да се промена механизма понашања током развоја разликује од промене понашања током развоја. Може се закључити да се само устројство, односно његова бихевиорална машинерија, мења само ако је до промене понашања дошло док је окружење држано константно ... Када се пређе са описа на каузалну анализу, и запита на који начин је примећена промена у машинерији понашања је настала, када је дошло до тога, природни први корак је покушај да се направи разлика између утицаја животне средине и утицаја унутар животиње ... У онтогенези закључак да је одређена промена интерно контролисана (да је „урођена“), да се до ње долази елиминацијом. Тинберген је био забринут да је елиминацију фактора животне средине тешко утврдити, а употреба речи урођени често доводи у заблуду.

## Основне фазе онтогенетског развића животиња
Развој организма одвија се оплодњом, цепањем, бластулацијом, гаструлацијом, органогенезом и метаморфозом у одраслу особу. Свака врста животиње има мало другачије путовање кроз ове фазе, јер неке фазе могу бити краће или дуже у поређењу са другим врстама, а где се потомство развија је различито за сваку врсту животиње (нпр. у тврдој љусци јајета, материци, мекој љусци јајета, на листу биљке итд).

### Гаметогенеза
Прва фаза онтогенетског развића је фаза гаметогенезе – развиће гамета: 
- јајних ћелија - оогенеза (овогенеза) и
- сперматозоида - сперматогенеза.

Суштински процес у овој фази је мејоза којом се диплоидан број хромозома своди на хаплоидан.

### Оплођење(фертилизација)
Оплођење које представља спајање женског и мушког гамета. Спајањем њихових једара настаје диплоидно једро оплођене јајне ћелије (зигот) који се улази у трећу фазу - браздање

### Браздање
Браздање представља серију узастопних митотичких деоба зигота чиме настаје вишећелијско тело, најчешће лоптастог облика – бластула. Бластула је изграђена од једног слоја ћелија које опкољавају унутрашњу шупљину.

### Гаструлација
У фази гаструлације од једнослојне бластуле настаје прво двослојно, а затим и трослојно тело гаструла. Слојеви се називају клицини листови и они представљају основе будућих органа.

### Органогенеза
У фази органогенезе, петој фази развића, долази до формирања органа. У сваком од клициних листова долази до образовања група ћелија тзв. примарних зачетака органа. Ови зачеци су најчешће веома сложени и садрже ћелије од којих ће настати цео систем органа. У овој фази ембрион почиње да показује извесне сличности са одраслом животињом (адултом) или са ларвом, уколико развиће обухвата и ларвални стадијум.

### Растихистолошка диференцијација
Образовани зачеци органа расту, па тако животиња постепено достиже величину својих родитеља. Раније или касније, ћелије у сваком зачетку се хистолошки диференцирају, односно стичу способност да изводе одређене функције – диференцирају се и групишу у ткива.

### Метаморфозаирегенерација
Последња, седма фаза обухвата све процесе који се јављају у каснијем животу јединке, после ларвалног стадијума или у стадијуму имага. У те процесе спадају метаморфоза и регенерација. Ларва подлеже процесу метаморфозе, када се преобраћа у животињу сличну адулту. Многе животиње поседују значајну пластичност и могу да залече ране настале у експеримент у или у природи. Изгубљени делови се могу регенерисати (обновити), што значи да се развојни процеси неки пут могу поновити код одрасле јединке.